# Bruno Germain
Bruno Germain (Orléans, 28 aprile 1960) è un ex calciatore francese, di ruolo centrocampista.
Dal 2007 al 2008 è stato il ds dell'US Orléans.

## Palmarès

### Club

#### Competizioni nazionali
- Campionato francese: 2

Olympique Marsiglia: 1989-1990, 1990-1991
- Ligue 2: 1

Olympique Marsiglia: 1994-1995
- Coppa di Francia: 1

PSG: 1992-1993